# キャロル・スピニー

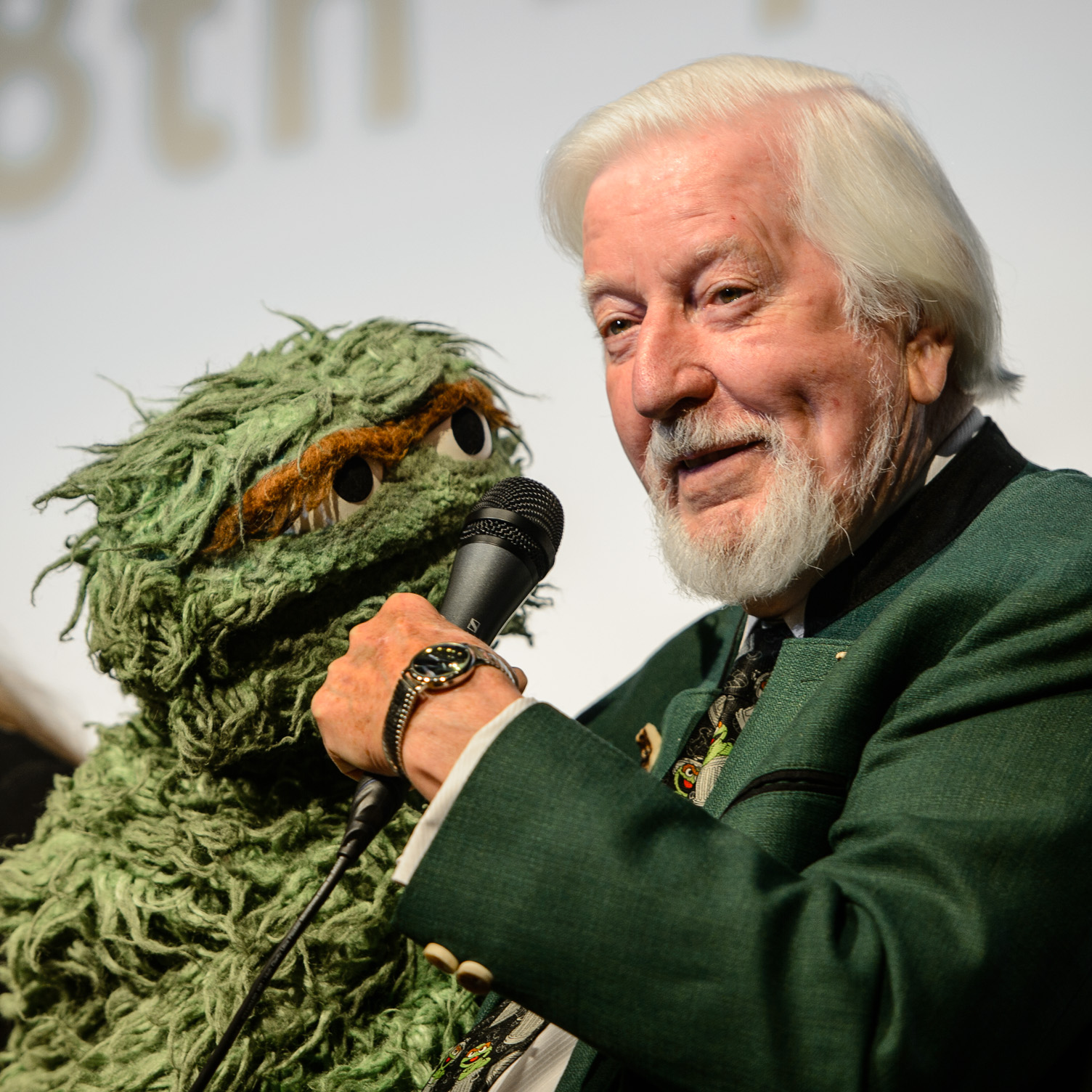
2014年5月、セサミストリートのオスカーと共に

キャロル・スピニー（Caroll Spinney、1933年12月26日 - 2019年12月8日）は、アメリカ合衆国の俳優。

## 人物
アメリカ合衆国・マサチューセッツ州出身。
『セサミストリート』の放送が開始された1969年以来、ビッグバードを長年演じたことで知られる。
神経系の病気であるジストニアに罹患した影響で2015年からは体が思うように動かなくなったため声のみの出演となり、2018年10月17日には番組製作のセサミワークショップよりスピニーの引退が発表された。ビッグバードのほか、オスカーの人形師も務めた。
2019年12月8日、コネチカット州の自邸にて死去した。85歳没。

## 出演作品

### テレビ
1969年-2018年
- セサミストリート（ビッグバード、オスカー）

1979年
- マペット・ショー（ビッグバード）

1987年
- マペット・ファミリー・クリスマス（ビッグバード、オスカー）

### 映画
1979年
- マペットの夢みるハリウッド（ビッグバード）

1981年
- マペットの大冒険/宝石泥棒をつかまえろ!（オスカー）

1985年
- セサミストリート　ザ・ムービー：おうちに帰ろう、ビッグバード！（ビッグバード、オスカー）

1999年
- エルモと毛布の大冒険（ビッグバード、オスカー）